# Kassina cochranae
Espèce
Synonymes
- Hylambates cochranae Loveridge, 1941

Statut de conservation UICN

 LC  : Préoccupation mineure
Kassina cochranae est une espèce d'amphibiens de la famille des Hyperoliidae.

## Répartition
Cette espèce se rencontre en Afrique de l'Ouest :
- dans l'ouest de la Côte d'Ivoire ;
- dans le sud du Ghana ;
- dans le sud de la Guinée ;
- dans l'est de la Sierra Leone ;
- au Liberia.

## Étymologie
Cette espèce est nommée en l'honneur de Doris Mable Cochran.

## Publication originale
- Loveridge, 1941 : Report on the Smithsonian-Firestone Expeditions collection of reptiles and amphibians from Liberia. Proceedings of the United States National Museum, vol. 91, p. 113-139 (texte intégral).